# 丹妮拉·布伦德尔
丹妮拉·布伦德尔（德語：Daniela Brendel，1973年9月29日—），德国女子游泳运动员。她曾代表德国参加1992年夏季奥林匹克运动会游泳比赛，获得女子4×100米混合泳接力银牌。